# David Bailey (Schauspieler)
David Bailey (* 27. Oktober 1933 in Newark, New Jersey; † 25. November 2004 in Los Angeles, Kalifornien) war ein US-amerikanischer Schauspieler.

## Leben
Bailey trat mit 16 Jahren der U.S. Air Force bei und blieb dort acht Jahre, bevor er sich mit verschiedenen Jobs seinen Lebensunterhalt verdiente. Anfang der 1960er Jahre begann er sein Wirken als Schauspieler und erhielt schnell Rollen im Fernsehen, später auch beim Film; dort spielte seine erste Rolle in einem Italowestern. Bailey kehrte jedoch schnell in die USA zurück und arbeitete vornehmlich für Fernsehserien, hauptsächlich in Gastrollen. Daneben war er auch in Werbespots zu sehen. In Los Angeles gründete er die Black Book Theatre Company, für die er neben Inszenierungen auch Stücke schrieb.
Von 1981 bis 1999 spielte er Dr. Russ Matthews in der langlebigen Serie Another World. In einer weiteren Soap Opera, Passions, war er gerade eingestiegen und positiv aufgenommen worden, als er bei einem Unfall 2004 in seinem Swimmingpool ertrank.

## Filmografie (Auswahl)
- 1964: The Bill Dana show (1 Folge, Fernsehserie)
- 1967: Eine Kugel für Mac Gregor (7 donne per i Mac Gregor)
- 1981–1999: Another world (Fernsehserie)
- 2004: Passions (Fernsehserie)